# Nguyễn Trãi, thành phố Hải Dương
Nguyễn Trãi là một phường thuộc thành phố Hải Dương, tỉnh Hải Dương, Việt Nam.

## Địa lý
Phường Nguyễn Trãi nằm ở trung tâm thành phố Hải Dương, có vị trí địa lý:
- Phía đông giáp phường Quang Trung và phường Trần Hưng Đạo
- Phía tây giáp phường Bình Hàn và phường Lê Thanh Nghị
- Phía nam giáp phường Lê Thanh Nghị và phường Trần Phú
- Phía bắc giáp phường Bình Hàn.

Phường Nguyễn Trãi có diện tích 0,55 km², dân số năm 2018 là 25.310 người, mật độ dân số đạt 46.018 người/km².

## Lịch sử
Ngày 16 tháng 10 năm 2019, Ủy ban Thường vụ Quốc hội ban hành Nghị quyết số 788/NQ-UBTVQH14 về việc sắp xếp các đơn vị hành chính cấp huyện, cấp xã thuộc tỉnh Hải Dương (nghị quyết có hiệu lực từ ngày 1 tháng 12 năm 2019). Theo đó, điều chỉnh 0,11 ha diện tích tự nhiên và 32 người của phường Nguyễn Trãi về phường Phạm Ngũ Lão.
Sau khi điều chỉnh địa giới hành chính, phường Nguyễn Trãi còn lại 55,90 ha diện tích tự nhiên và 25.310 người.